# Provincia di Lomaiviti
Lomaiviti (si pronuncia: [lomaiˈβitʃi]) è una provincia delle isole Figi, nella Divisione Orientale, costituita dall'omonimo arcipelago.
L'arcipelago, ad ovest del mar di Koro, che ha una superficie totale di 411 km², è costituito da dieci isole principali: Batiki, Gau, Koro, Makogai, Moturiki, Nairai, Ovalau, Wakaya, Yanuca Lailai e Yanuca Levu, e un'infinità di isolette minori.
L'arcipelago-provincia fa parte della Confederazione Kubuna.
Centro principale è la town di Levuka, 3 746 abitanti (1996), uno dei più moderni del Paese. È anche stata capitale dal 1871 al 1877.
| Controllo di autorità | ISNI (EN) 0000 0004 0599 2619 |